# Costa Rica en la Copa Mundial de Fútbol Sub-20 de 2017
La Selección de fútbol de Costa Rica fue una de las 24 selecciones que participaron en la Copa Mundial Sub-20 de 2017, con sede en Corea del Sur. Esta fue su novena participación en la competencia tras su inicio en Arabia Saudita 1989.
El equipo centroamericano clasificó mediante uno de los cupos directos que otorgó el Campeonato Sub-20 de la Concacaf de 2017, en la cual los costarricenses fueron anfitriones.
El sorteo de la competición, realizado el 15 de marzo de 2017 en la ciudad de Suwon, determinó que Costa Rica disputaría sus partidos en el grupo C contra Irán, Portugal y Zambia.
En fase de grupos, perdió por 1:0 en su debut frente a Irán, igualó 1:1 contra Portugal y obtuvo la victoria por 1:0 ante Zambia, para terminar como el mejor tercero y avanzar a la siguiente etapa. Sin embargo, cayó en octavos de final por 2:1 contra Inglaterra.

## Clasificación
El entrenador argentino de la selección Marcelo Herrera dio, en conferencia de prensa, el anuncio del representativo costarricense Sub-20 para el Campeonato de la Concacaf de 2017. El primer partido fue el 19 de febrero en el Estadio Ricardo Saprissa, donde el combinado enfrentó a El Salvador. El resultado concluyó con la derrota inesperada de 0-1. La primera victoria del país fue obtenida tres días después en el Estadio Nacional, con marcador de 1-0 sobre Trinidad y Tobago, y el anotador fue Randall Leal por medio de un tiro libre. El 25 de febrero, en el mismo escenario deportivo, la escuadra costarricense selló la clasificación a la siguiente ronda como segundo lugar tras vencer con cifras de 2-1 a Bermudas. El 1 de marzo perdió 2-1 contra Honduras, y dos días después empató a un tanto frente a Panamá. Con este rendimiento, la selección de Costa Rica quedó en el segundo puesto con solo un punto, el cual fue suficiente para el avance a la Copa Mundial que tomaría lugar en Corea del Sur.

### Campeonato Sub-20 de la Concacaf 2017

#### Primera fase - Grupo C
| Selección         | Pts. | PJ | PG | PE | PP | GF | GC | Dif |
| ----------------- | ---- | -- | -- | -- | -- | -- | -- | --- |
| El Salvador       | 6    | 3  | 2  | 0  | 1  | 5  | 3  | 2   |
| Costa Rica        | 6    | 3  | 2  | 0  | 1  | 3  | 2  | 1   |
| Trinidad y Tobago | 4    | 3  | 1  | 1  | 1  | 3  | 3  | 0   |
| Bermudas          | 1    | 3  | 0  | 1  | 2  | 3  | 6  | -3  |

| Fecha 1; 19 de febrero de 2017, 16:00 (UTC-6) | Costa Rica | 0:1 (0:0) | El Salvador     | Estadio Ricardo Saprissa, Tibás, San José |                           |
|                                               |            | Reporte   | - Domínguez 65' | Árbitro(s): Ismail Eifath                 | Árbitro(s): Ismail Eifath |

| Fecha 2; 22 de febrero de 2017, 20:00 (UTC-6) | Costa Rica | 1:0 (0:0) | Trinidad y Tobago | Estadio Nacional, San José  |                             |
|                                               | - Leal 57' | Reporte   |                   | Árbitro(s): Kevin Morrisson | Árbitro(s): Kevin Morrisson |

| Fecha 3; 25 de febrero de 2017, 20:00 (UTC-6) | Costa Rica                     | 2:1 (1:1) | Bermudas   | Estadio Nacional, San José |                          |
|                                               | - Tyrell 43' (a.g.) - Leal 50' | Reporte   | - Lowe 26' | Árbitro(s): Drew Fischer   | Árbitro(s): Drew Fischer |

#### Segunda fase - Grupo E
| Selección  | Pts. | PJ | PG | PE | PP | GF | GC | Dif |
| ---------- | ---- | -- | -- | -- | -- | -- | -- | --- |
| Honduras   | 6    | 2  | 2  | 0  | 0  | 4  | 1  | 3   |
| Costa Rica | 1    | 2  | 0  | 1  | 1  | 2  | 3  | -1  |
| Panamá     | 1    | 2  | 0  | 1  | 1  | 1  | 3  | -2  |

| Fecha 4; 1 de marzo de 2017, 19:00 (UTC-6) | Honduras                    | 2:1 (0:0) | Costa Rica  | Estadio Nacional, San José |                          |
|                                            | - Maldonado 49' - Grant 70' | Reporte   | - Reyes 47' | Árbitro(s): Drew Fischer   | Árbitro(s): Drew Fischer |

| Fecha 5; 3 de marzo de 2017, 15:00 (UTC-6) | Panamá           | 1:1 (0:1) | Costa Rica | Estadio Nacional, San José |                          |
|                                            | - Hinestroza 57' | Reporte   | - Leal 9'  | Árbitro(s): Drew Fischer   | Árbitro(s): Drew Fischer |

## Jugadores
Durante la conferencia de prensa dada por el entrenador Marcelo Herrera, el 28 de abril, se hizo oficial el anuncio de los 21 futbolistas que tendrían participación en la Copa Mundial Sub-20 de 2017 con sede en Corea del Sur.
| N.º                  | Nombre              | Posición         | Edad    | PJ | Goles | Club               |
| -------------------- | ------------------- | ---------------- | ------- | -- | ----- | ------------------ |
| 1                    | Mario Sequeira      | Guardameta       | 20      | 5  | 0     | Deportivo Saprissa |
| 13                   | Adonis Pineda       | Guardameta       | 20      | 0  | 0     | L.D. Alajuelense   |
| 18                   | Bryan Segura        | Guardameta       | 20      | 0  | 0     | Pérez Zeledón      |
| 2                    | Diego Mesén         | Defensa          | 18      | 3  | 0     | L.D. Alajuelense   |
| 3                    | Pablo Arboine       | Defensa          | 19      | 4  | 0     | Santos de Guápiles |
| 4                    | Ian Smith           | Defensa          | 19      | 4  | 0     | Santos de Guápiles |
| 5                    | Esteban González    | Defensa          | 19      | 2  | 0     | Deportivo Saprissa |
| 6                    | Luis Hernández      | Defensa          | 19      | 5  | 0     | Deportivo Saprissa |
| 19                   | Yostin Salinas      | Defensa          | 18      | 4  | 0     | Deportivo Saprissa |
| 10                   | Jonathan Martínez   | Centrocampista   | 19      | 2  | 0     | A.D. Carmelita     |
| 12                   | Juan Pablo Arguedas | Centrocampista   | 20      | 3  | 0     | A.D. Carmelita     |
| 14                   | Cristopher Núñez    | Centrocampista   | 19      | 0  | 0     | C.S. Cartaginés    |
| 15                   | Bernald Alfaro      | Centrocampista   | 20      | 3  | 0     | A.D. Carmelita     |
| 16                   | Suhander Zúñiga     | Centrocampista   | 20      | 0  | 0     | A.D. Carmelita     |
| 17                   | Esteban Espinoza    | Centrocampista   | 19      | 5  | 0     | Belén F.C.         |
| 20                   | Eduardo Juárez      | Centrocampista   | 18      | 3  | 0     | L.D. Alajuelense   |
| 21                   | Gerson Torres       | Centrocampista   | 19      | 0  | 0     | Club América       |
| 7                    | Barlon Sequeira     | Delantero        | 19      | 0  | 0     | L.D. Alajuelense   |
| 8                    | Jimmy Marín         | Delantero        | 19      | 5  | 0     | C.S. Herediano     |
| 9                    | Jostin Daly         | Delantero        | 19      | 3  | 0     | C.S. Herediano     |
| 11                   | Randall Leal        | Delantero        | 20      | 5  | 3     | K.V. Mechelen      |
| Bandera de Argentina | Marcelo Herrera     | Director técnico | 50 años |    |       |                    |

## Participación
El compromiso que dio inicio con la competición para el país costarricense fue ejecutado el 21 de mayo en el Estadio Mundialista de Jeju, donde tuvo como contrincante a Irán, cuyo marcador fue de derrota inesperada 1-0. En el mismo recinto deportivo se disputó el segundo juego contra Portugal, esto tres días después. Aunque la escuadra empezó con un marcador adverso, el jugador Jimmy Marín logró igualar las cifras, mediante un penal, para el empate definitivo a un tanto. La primera victoria del grupo fue el 27 de mayo ante Zambia en el Estadio de Cheonan, de manera ajustada con resultado de 1-0 cuyo anotador fue Jostin Daly. El rendimiento mostrado por los costarricenses les permitió avanzar a la siguiente fase como mejor tercero del grupo C con cuatro puntos. El 31 de mayo fue el partido de los octavos de final frente a Inglaterra, en el Estadio Mundialista de Jeonju. Para este cotejo, el equipo se vería superado con cifras de 2-1, insuficientes para trascender a la otra instancia.

### Grupo C
| Equipo     | Pts | PJ | PG | PE | PP | GF | GC | Dif |
| ---------- | --- | -- | -- | -- | -- | -- | -- | --- |
| Zambia     | 6   | 3  | 2  | 0  | 1  | 6  | 4  | 2   |
| Portugal   | 4   | 3  | 1  | 1  | 1  | 4  | 4  | 0   |
| Costa Rica | 4   | 3  | 1  | 1  | 1  | 2  | 2  | 0   |
| Irán       | 3   | 3  | 1  | 0  | 2  | 4  | 6  | -2  |

| Fecha 1; 21 de mayo de 2017, 17:00 (UTC+9) | Irán             | 1:0 (0:0) | Costa Rica | Estadio Mundialista, Jeju                                 |                                                           |
|                                            | - Mehdikhani 81' | Reporte   |            | Asistencia: 4.896 espectadores Árbitro(s): Jonas Eriksson | Asistencia: 4.896 espectadores Árbitro(s): Jonas Eriksson |

| Fecha 2; 24 de mayo de 2017, 20:00 (UTC+9) | Costa Rica         | 1:1 (0:1) | Portugal               | Estadio Mundialista, Jeju                                        |                                                                  |
|                                            | - Marín 48' (pen.) | Reporte   | - Gonçalves 32' (pen.) | Asistencia: 3.147 espectadores Árbitro(s): Abdulrahman Al Jassim | Asistencia: 3.147 espectadores Árbitro(s): Abdulrahman Al Jassim |

| Fecha 3; 27 de mayo de 2017, 17:00 (UTC+9) | Costa Rica | 1:0 (1:0) | Zambia | Estadio de Cheonan, Cheonan                               |                                                           |
|                                            | - Daly 15' | Reporte   |        | Asistencia: 4.508 espectadores Árbitro(s): Matthew Conger | Asistencia: 4.508 espectadores Árbitro(s): Matthew Conger |

### Octavos de final
| Octavos de final; 31 de mayo de 2017, 20:00 (UTC+9) | Inglaterra        | 2:1 (1:0) | Costa Rica | Estadio Mundialista, Jeonju                               |                                                           |
|                                                     | - Lookman 35' 63' | Reporte   | - Leal 89' | Asistencia: 4.428 espectadores Árbitro(s): Julio Bascuñán | Asistencia: 4.428 espectadores Árbitro(s): Julio Bascuñán |